# Estadi de Nijni Nóvgorod
El Nijni Nóvgorod Stadium és un estadi de futbol localitzat a Nijni Nóvgorod, Rússia. L'estadi s'ubica en una zona esportiva al costat del riu Volga que inclou hotels, un canal de rem i un club nàutic.
El club de la ciutat, el FC Volga Nijni Nóvgorod, hi juga el seus partits com a local, a més és una de les seus de la Copa del Món de Futbol de 2018 de Rússia. L'estadi té una capacitat per a 44.900 espectadors, però pel Mundial 2018, l'estadi s'amplià fins a una capacitat de 55.300 persones. Totes aquestes localitats extres s'aconseguiren amb grades telescòpiques i després de la competició es reduirà fins a 25.000 l'aforament.

## Descripció

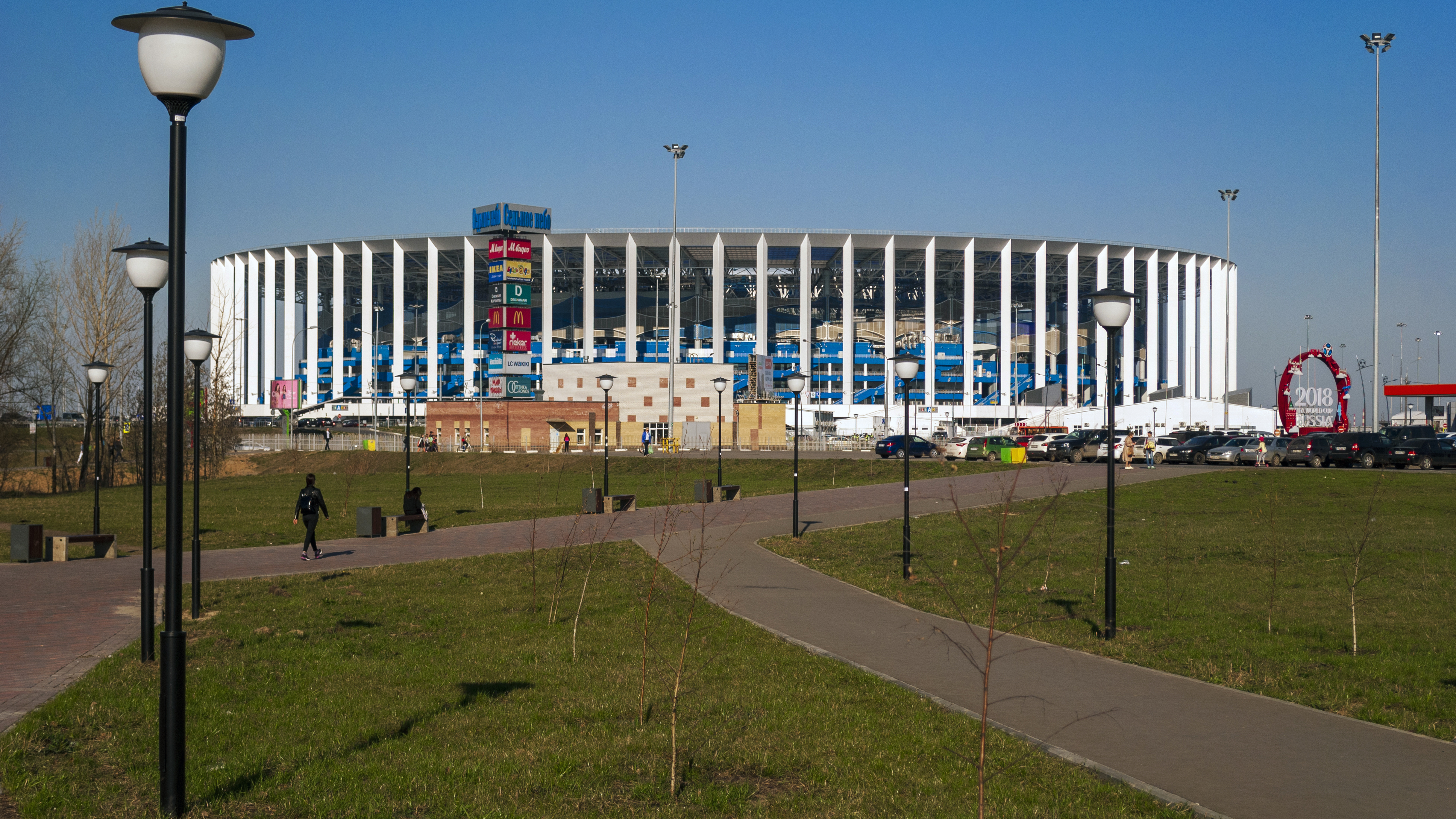
Exterior de l'estadi.

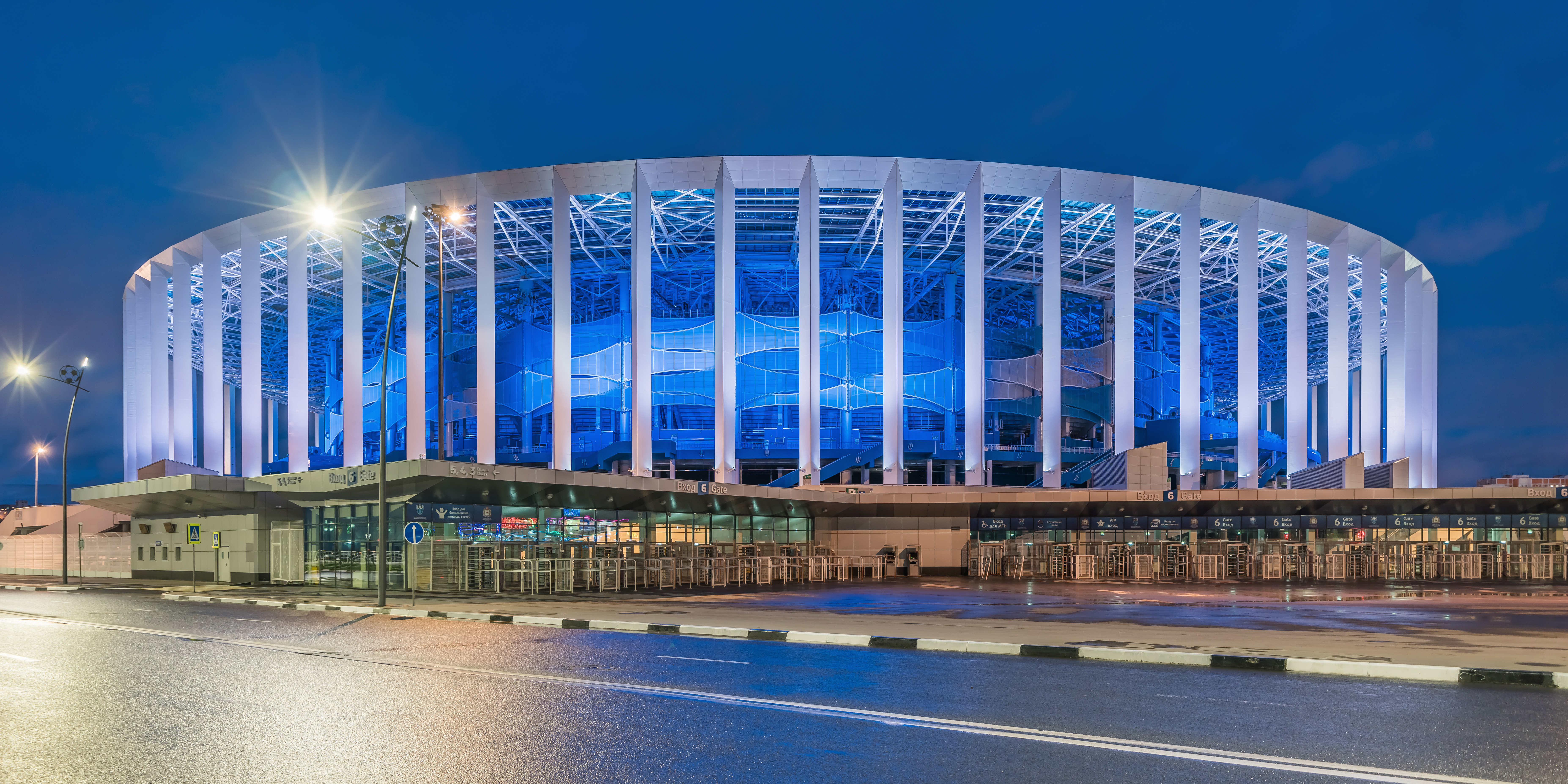
Estadi de nit.

El nou estadi pel Mundial de Futbol de 2018 a la ciutat de Nijni Nóvgorod es construí a la històrica regió Strelka, lloc on conflueixen els dos grans rius de la zona: el Volga i l'Oka. Des d'aquí s'obre una vista al Kremlin, situat a l'altre banda del riu.
L'estadi està construït en estil clàssic i amb colors blanc i blaus, que simbolitzen l'aigua i el vent, temes propis de la natura del Volga. El sostre metàl·lic de més d'11.000 tones de pes li dona solidesa, però al mateix temps la façana i el sostre semitransparent li donen un aspecte de lleugeresa.
Des de fora l'estadi està envoltat de tota una sèrie de columnes sobre les quals es recolza la coberta protectora de les tribunes i l'avantsala de l'estadi. De nit s'encén també l'enllumenat auxiliar. Consta de tres nivells principals i dos pisos d'entresòl.

### Condicions pels espectadors amb discapacitat
A la graderia hi ha previstos unes localitats especials pels espectadors amb discapacitat, on poden estar també la cadira de rodes i un acompanyant. A més, després de la reconstrucció s'hi instal·laran uns seients especials més amples.
Les zones d'alimentació i lavabos també es van construir pensant en les normes d'accessibilitat per a persones de mobilitat reduïda.
Pels espectadors amb discapacitat hi ha previst un sistema especial de navegació per a orientar-se. Els ascensors especials i rampes i punts de control serveixen per a la comoditat de desplaçament dels ciutadans amb mobilitat reduïda.

## Seguretat
Pel Mundial de Futbol de 2018, l'estadi té sistemes d'alarma i avís, detectors de metalls, escàners de líquids perillosos i substàncies explosives i 30 llocs de vigilància permanent.

## Ús després de la Copa del Món de futbol
El camp és multifuncional. En ell s'hi podran organitzar espectacles, concerts i altres actes culturals i d'entreteniment. En diferents sales de l'estadi s'obriran nombroses mostres i exposicions. Alguns locals de la part baixa de la tribuna estan pensats per un ús comercial. Als voltants de l'estadi s'hi instal·larà un parc, zones d'aparcament, camps de mini-futbol i pistes de tennis.

## Esdeveniments

### Partits de la Copa del Món de Futbol de 2018
L'estadi es va construir per acollir partits de la Copa del Món de Futbol de 2018 jugat a Rússia.

#### Fase de grups
| Suècia             | 1–0     | Corea del Sud |
| ------------------ | ------- | ------------- |
| Granqvist 65' (p.) | Informe |               |

| Argentina | 0–3     | Croàcia                                |
| --------- | ------- | -------------------------------------- |
|           | Informe | Rebić 53' · Modrić 80' · Rakitić 90+1' |

| Anglaterra                                                    | 6–1     | Panamà    |
| ------------------------------------------------------------- | ------- | --------- |
| Stones 8', 40' · Kane 22' (p.), 45+1' (p.), 62' · Lingard 36' | Informe | Baloy 78' |

| Suïssa                   | 2–2     | Costa Rica                       |
| ------------------------ | ------- | -------------------------------- |
| Džemaili 31' · Drmić 88' | Informe | Waston 56' · Sommer 90+3' (p.p.) |

#### Vuitens de final
| Croàcia                                        | 1–1 (pr.) | Dinamarca                                            |
| ---------------------------------------------- | --------- | ---------------------------------------------------- |
| Mandžukić 4'                                   | Informe   | M. Jørgensen 1'                                      |
| Tanda de penals                                |           |                                                      |
| Badelj · Kramarić · Modrić · Pivarić · Rakitić | 3–2       | Eriksen · Kjær · Krohn-Dehli · Schöne · N. Jørgensen |

#### Quarts de final
| Uruguai | 0–2     | França                     |
| ------- | ------- | -------------------------- |
|         | Informe | Varane 40' · Griezmann 61' |